# Centrometopia
Centrometopia är ett släkte av fjärilar. Centrometopia ingår i familjen mott.
Kladogram enligt Catalogue of Life:
| Centrometopia | \| \| Centrometopia baliella \| \| \| \| \| \| Centrometopia ectypella \| \| \| \| \| \| Centrometopia interruptella \| \| \| \| |
|               | \| \| Centrometopia baliella \| \| \| \| \| \| Centrometopia ectypella \| \| \| \| \| \| Centrometopia interruptella \| \| \| \| |
|               | Centrometopia baliella |
|               | |
|               | Centrometopia ectypella |
|               | |
|               | Centrometopia interruptella |
|               | |